# Scey
Le Scey est une rivière française qui coule dans les départements du Doubs et de la Haute-Saône en région Bourgogne-Franche-Comté. C'est un affluent de l'Ognon en rive gauche, donc un sous-affluent du Rhône par l'Ognon et la Saône.
NOTA : sur les cartes IGN, la partie en aval de sa confluence avec le Rognon est appelée "Rognon" ce qui ne correspond pas aux données du SANDRE ni à la plupart des documents ou sites qui y font référence,.

## Géographie
La longueur de son cours d'eau est de 20,4 km.
Le Scey naît sur le territoire de la petite localité de Marvelise dans le département du Doubs, au sein d'une région boisée et fort arrosée située à mi-chemin entre Villersexel et Montbéliard. Il se jette dans l'Ognon à Villersexel.

### Communes traversées
Le Scey traverse les communes suivantes :
- département du Doubs : Marvelise et Gémonval.

- département de la Haute-Saône : Vellechevreux-et-Courbenans, Secenans, Crevans-et-la-Chapelle-lès-Granges, Granges-le-Bourg, Granges-la-Ville, Mignavillers, Senargent-Mignafans, Villafans, Beveuge, Saint-Sulpice, Villers-la-Ville et Villersexel.

## Affluents
L'affluent principal est le Rognon, 18,8 km

## Hydrologie
Le Scey est une rivière abondante, à l'instar de ses voisines du nord de la région de Bourgogne-Franche-Comté, à la fois proches des Vosges et du Jura.

### Le Scey à Beveuge
Son débit a été observé durant une période de 34 ans (1974-2007), à Beveuge, localité du département de la Haute-Saône située peu avant son confluent avec l'Ognon. Le bassin versant de la rivière y est de 165 km2.
Le module de la rivière à Beveuge est de 2,56 m3/s.
Le Scey présente des fluctuations saisonnières de débit assez marquées, comme très souvent dans le bassin de la Saône. Les hautes eaux se déroulent en hiver et se caractérisent par des débits mensuels moyens allant de 4,07 à 4,40 m3/s, de décembre à mars inclus (avec un maximum peu marqué en janvier). Dès le mois d'avril, le débit baisse graduellement tout au long du printemps, pour aboutir aux basses eaux d'été qui ont lieu de juillet à septembre inclus, entraînant une  baisse du débit mensuel moyen jusqu'à 0,715 m3/s au mois d'août. Mais ces moyennes mensuelles ne sont que des moyennes et occultent des fluctuations bien plus prononcées sur de plus courtes périodes ou selon les années.

### Étiage ou basses eaux
Aux étiages, le VCN3 peut chuter jusque 0,160 m3/s ce qui n'est cependant pas d'une grande sévérité.

### Crues
Les crues peuvent être importantes pour une aussi petite rivière dotée d'un bassin fort exigu. Ainsi les QIX 2 et QIX 5 valent respectivement 20 et 26 m3/s. Le QIX 10 est de 31 m3/s, le QIX 20 de 35 m3/s, tandis que le QIX 50 se monte à 40 m3/s.
Le débit instantané maximal enregistré a été de 37,2 m3/s le 9 mars 2006, tandis que la valeur journalière maximale avait été de 31,7 m3/s le 15 novembre 2002. En comparant le premier de ces chiffres aux différentes valeurs des QIX de la rivière, l'on constate que cette crue de mars 2006 était intermédiaire entre la crue calculée vicennale et la crue calculée cinquantennale et donc destinée à se reproduire tous les 30-35 ans en moyenne.

### Lame d'eau et débit spécifique
Le Scey est alimenté par les précipitations importantes de son bassin. La lame d'eau écoulée dans son bassin versant est de 491 millimètres annuellement, ce qui est nettement supérieur à la moyenne d'ensemble de la France, et à peu près équivalent à la moyenne du bassin de la Saône (plus ou moins 500 millimètres par an à Lyon). Le débit spécifique (ou Qsp) atteint le chiffre de 15,5 litres par seconde et par kilomètre carré de bassin.